# لینو گراوا
لینو گراوا (انگلیسی: Lino Grava; ۵ مارس ۱۹۲۷ – ۱۸ ژانویهٔ ۲۰۱۰) بازیکن فوتبال اهل ایتالیا بود.
از باشگاه‌هایی که در آن بازی کرده‌است می‌توان به باشگاه فوتبال هلاس ورونا، باشگاه فوتبال اینتر میلان، باشگاه فوتبال تورینو، باشگاه فوتبال مونتسا، و باشگاه فوتبال آ.ث. میلان اشاره کرد.